# Посвентне (гмина, Опочинский повет)
Посвентне (пол. Poświętne) — сельская гмина (волость) в Польше, входит как административная единица в Опочненский повет, Лодзинское воеводство. Население — 3412 человек (на 2004 год).

## Соседние гмины
1. Гмина Джевица
2. Гмина Иновлудз
3. Гмина Одживул
4. Гмина Опочно
5. Гмина Жечица